# جوش ريان
جوش ريان (بالإنجليزية: Josh Ryan)‏ هو مصور أمريكي، ولد في 5 سبتمبر 1974 في ساكرامنتو في الولايات المتحدة.

## وصلات خارجية
- الموقع الرسمي
- جوش ريان على موقع IMDb (الإنجليزية)